# Invasion Ōei
L'invasion Ōei (応永の外寇, Ōei no gaikō), appelée Expédition de l'est de Gihae (기해 동정) en Corée, est le nom de l'invasion menée en 1419 par la dynastie Joseon contre les bases de pirates japonais sur l'île Tsushima située au milieu du détroit de Tsushima entre la péninsule Coréenne et l'île Kyūshū du Japon.
La désignation en japonais provient de l'ère Ōei (1394-1428), nom de l'ère japonaise (nengō) du système calendaire alors en usage au Japon. Le titre identifiant coréen corollaire dérive de Gihae dans le cycle sexagésimal chinois du système calendaire alors employé dans la Corée de la période Joseon. Dans les deux cas, les termes sont les équivalents de l'année 1419 du calendrier grégorien.

## Contexte
De la fin de la dynastie Goryeo jusqu'au début de la dynastie Joseon, les régions côtières de la Corée, leurs populations et leurs ressources sont souvent l'objectif de raids des pirates japonais Wakō.
En 1389, le général Pak Wi (박위, 朴威) de Goryeo débarrasse l'île Tsushima des pirates Wakō, il brûle 300 navires et sauve plus de 100 prisonniers coréens. La dynastie Joseon ordonne un renforcement des défenses navales coréennes, réponse stratégique à la menace constante posée par les pirates. En 1396, Kim Sam-hyeong (김사형, 金士衡) dirige une campagne à l'intérieur de l'Île Tsushima.
Joseon demande ensuite au shogunat Ashikaga et à son représentant dans Kyūshū de faire en sorte que soit supprimée l'activité des pirates et de favoriser les commerçants légitimes. En échange de certains privilèges, il donne autorité à Sō Sadashige (dirigeant de facto de la province de Tsushima) sur les navires naviguant en provenance du Japon vers la Corée. Sō Sadamochi meurt en 1418, mais Sadamori (Tsutsukumaru), fils encore en bas âge de Sadamochi, est dessaisi de son pouvoir par Soda Saemontaro, puissant chef de pirates. Souffrant de la famine, des pirates de Tsushima envahissent les Ming de Chine en 1419. En route vers la Chine, ils envahissent les villes de Bi-in et Haeju en Corée après que leurs demandes de nourriture ont été rejetées.
Après avoir reçu des comptes-rendus de ces incidents, la cour de Corée approuve une expédition sur Tsushima. Taejong, qui a abdiqué son trône en 1418 mais est encore conseiller militaire de Sejong le Grand, privilégie une approche plus offensive. Le 9 juin 1419, Taejong déclare la guerre à Tsushima, disant qu'elle appartient à la dynastie Joseon et le général Yi Jong-mu est choisi pour mener l'expédition

## Déroulement de l'expédition
Les Coréens attendent jusqu'à ce qu'une grande flotte japonaise quitte l'île pour un raid. La flotte de Yi Jong-mu composée de 227 navires et de 17 285 soldats prend la mer de l'île de Geoje en direction de Tsushima le 19 juin 1419. Le jour suivant, la flotte débarque dans la baie d'Asō (浅茅湾).
Le général Yi Jong-mu envoie d'abord des pirates japonais capturés en émissaires pour obtenir la reddition des pillards. Faute de réponse, il envoie des forces expéditionnaires et les soldats commencent à attaquer les insulaires et les pirates et à piller les colonies de pirates. Ils trouvent et sauvent 131 Chinois prisonniers des pirates et 21 esclaves sur l'île, incendient 129 navires et 1 939 maisons, tuent ou capturent 135 pirates.
Le 26e jour, l'armée coréenne tombe dans une embuscade tendue par l'armée japonaise à l'intérieur des terres dans un village appelé Nii et perd 150 hommes. L'embuscade est connue des indigènes sous le nom « bataille de Nukadake » (糠岳の戦い).
Dans les semaines qui suivent, une trêve est négociée avec le clan Sō de l'île. Le corps expéditionnaire coréen se retire et fait voile vers la péninsule coréenne le 3 juillet 1419 ce qui met un terme à l'occupation de l'île Tsushima par la Corée. Dans les échanges diplomatiques qui suivent, Tsushima se voit accorder des privilèges commerciaux avec Joseon, en échange du maintien du contrôle et de l'ordre des menaces des pirate originaires de l'île.

## Conséquence
Un traité est négocié entre Joseon et le clan Sō le 29 septembre 1419. Le gouvernement Joseon décide d'accorder au clan Sō des privilèges commerciaux limités et un accès à trois ports coréens à la condition que le clan contrôle et mette un terme aux raids côtiers des pirates. Le 6e jour du 7e mois de 1422, un émissaire du clan demande la libération des prisonniers de guerre japonais capturés par les forces coréennes. Il offres des tributs de cuivre et de soufre en retour. Le 20e jour du 12e mois de 1422, tous les prisonniers de guerre japonais sont libérés.
En 1443, Sō Sadamori, daimyo de Tsushima, propose le traité de Gyehae (en) qui fixe le nombre de navires de commerce de Tsushima vers la Corée et octroie au clan Sō le monopole du commerce avec la Corée des Joseon.
En 1510, les commerçants japonais sont à l'origine d'une insurrection contre les politiques plus strictes de Joseon sur les commerçants japonais de Tsushima et Iki qui viennent à Busan, Ulsan et Jinhae pour commercer. Le clan Sō soutient le soulèvement mais il est finalement réprimé par les autorités locales. Le soulèvement est plus tard connu sous le nom « émeutes japonaises des trois ports » (삼포왜란, 三浦倭亂).
Un traité plus restrictif est de nouveau imposé sous la direction du roi Jungjong en 1512. Ce traité d'Imsin adopte des conditions strictement limitées et seulement vingt-cinq navires sont autorisés à accoster à Joseon chaque année jusqu'aux « émeutes japonaises de Saryangjin » (사량진왜변, 蛇梁鎭倭變) en 1544.
Les exportations coréennes sont composées de riz, d'objets laqués, de chanvre et de textes confucianistes. En échange, le clan Sō fournit du cuivre, de l'étain, du soufre, des herbes médicinales et des épices de l'île Tsushima et du Japon. Le clan Sō devient une plaque tournante du commerce entre la Corée et le Japon et en bénéficie grandement.
Les relations entre la Corée et les résidents de l'île de Tsushima s'améliorent grandement par la suite, il y a de nombreux témoignages de l'hospitalité à l'égard des marins coréens naufragés qui se retrouvent sur l'île et les commerçants de l'île Tsushima jouissent de privilèges spéciaux dans les ports coréens.

## Conséquences selon les sources japonaises
À Kyoto, les rumeurs de l'invasion commencent à se propager autour de la fin du 6e mois. L'incursion est associée aux invasions mongoles du Japon. Entre le 7e et le 8e mois, Shōni Mitsusada, seigneur du clan Sō, déclare au shogunat Ashikaga que Sō Uemon, envoyé des Shōni a vaincu les envahisseurs coréens. Cependant, des prisonniers coréens auraient déclaré que les forces de la Chine des Ming projettent d'envahir le Japon. Comme le shogun Ashikaga Yoshimochi a pris vis-à-vis des Ming une position plus dure que son père Yoshimitsu, la menace est prise au sérieux par le shogunat. Plus tard, le shogun reçoit un rapport du représentant de Kyūshū. Comme il est très différent de la version des Shōni, le shogun perçoit la nécessité d'examiner les véritables intentions de la Corée.
Dans une lettre à Sō Sadamori écrite le 15 du 7e mois, Joseon affirme que Tsushima appartient à la province de Gyeongsang et lui demande de quitter l'île, soit en se rendant dans la péninsule coréenne soit en se retirant de la partie continentale du Japon. Au cours du 9e mois, un homme se prétendant émissaire de Sō Sadamori arrive en Corée. Les conditions qu'il présente semblent insatisfaisantes à la cour de Joseon.  Selon l'article du 10e jour du premier mois bissextile de 1420 du Sejong Sillok, le même émissaire auto-proclamé accepte verbalement la proposition de la Corée de mettre Tsushima sous l'autorité de la province de Gyeongsang. Le 23 de ce même mois, la cour coréenne approuve cet accord. Cependant, durant des négociations ultérieures, il apparaît que l'envoyé n'était pas réellement un représentant de Sō Sadamori.
Au cours du 11e mois de 1419, des envoyés d'Ashikaga Yoshimochi se rendent en Corée. En retour, le roi Sejong envoie Song Hui-gyeong au Japon.
La mission diplomatique quitte la capitale de Joseon le 15e jour du premier mois bissextile de 1420. L'émissaire continue sur brom Busan le 15e jour du 2e mois. Le 21, il rencontre Soda Saemontaro sur Tsushima tandis que Sō Sadamori reste avec le clan Shōni dans la province de Hizen. Song Hui-gyeong arrive à Kyoto au cours du 4e mois. Après avoir accompli sa mission, il quitte Kyoto pendant le 6e mois et retourne en Corée après avoir terminé les négociations avec les clans Shōni et Sō de Kyūshū. Il arrive dans la capitale au cours du 10e mois de son voyage, en 1420.
Ce voyage corrige les incompréhensions mutuelles entre le Japon et la Corée. À Tsushima, Song Hui-gyeong reçoit une protestation de Soda Saemontaro à propos d'un document coréen affirmant la dépendance de Tsushima vis-à-vis de la Corée. Il avertit d'une éventuelle action militaire du clan Shōni. Song Hui-gyeong se rend compte que Sō Sadamori n'a pas été impliqué dans les négociations précédentes et est également informé de la vassalité du clan Sō vis-à-vis du clan Shōni. Ces informations bouleversent les plans de la Corée sur Tsushima. À Kyoto, Song précise que Joseon n'a pas l'intention d'envahir le Japon. Sur le chemin du retour, les envoyés coréens sont confrontés à la ligne dure des Sō and Shōni vis-à-vis de Joseon.
Au cours du 4e mois de 1421, une lettre signée de Sō Sadamori exige le retour des captifs japonais et souligne la prétention de la Corée sur Tsushima. Il est à noter que l'envoyé japonais profite de l'autorité du shogunat, qui se retrouve souvent dans les négociations diplomatiques ultérieures du clan Sō avec la Corée. Sur ordre de Taejong, la Corée prend une position ferme contre le clan Sō. Bien que les messagers de Soda Saemontaro se rendent en Corée à plusieurs reprises, ils ne parviennent pas à un règlement avant 1423. La mort de Taejong tenant de la ligne dure au cours du 5e mois de 1422 adoucit la politique de la Corée vis-à-vis du Japon. Sous l'autorité du roi Sejong le Grand, Joseon renonce à ses prétentions sur Tsushima et décide d'accorder des privilèges commerciaux au clan Sō en échange de son devoir de maintenir l'ordre commercial.

## Conséquences selon les sources coréennes
En 1419, le roi Sejong, sur le conseil de son père et ancien roi Taejong, décide d'attaquer l'ennemi à Tsushima tandis que les pirates sont engagés dans un conflit avec la Chine. En mai 1419, l'avis de ce plan est envoyé comme ultimatum aux autorités de la province de Tsushima. Dans la déclaration de guerre contre le gouvernement de Tsushima, le roi prétend que l'île, connue sous le nom Daemado en coréen, est fautive en raison de l'absence d'intervention des autorités locales sur les activités des pirates. La Corée est tenue d'intervenir dans les activités de l'île, comme elle l'a fait en aidant lors d'une récente famine et en poliçant la voie du commerce général, ce qui conduit le souverain à déclarer que la terre sera récupérée par la force afin de protéger l'intégrité de la région.
Au cours du conflit, 180 soldats coréens sont tués. Une autre source indique qu'environ 100 soldats coréens et environ 20 soldats japonais sont tués. Les forces coréennes découvrent des prisonniers chinois et un fonctionnaire du nom de Pak Sil affirme « nous ne pouvons pas les renvoyer en Chine ». Les armées coréennes sont en mesure de renvoyer 146 otages chinois et 8 coréens vers leur pays d'origine après les avoir libérés du joug des pirates.
En juillet 1419, le roi Taejong envoie à Sō Sadamori une lettre revendiquant la reprise historique de Daemado (Tsushima) en raison de la victoire de la Corée. Une fois de plus la terre est territoire coréen comme elle l'était au temps du royaume de Silla. Un arrangement est proposé afin que Tsushima puisse entrer dans une relation tributaire. Au cours du 9e mois de 1419, Sō Sadamori envoie un émissaire pour céder le territoire et présenter une variété de tributs à la cour coréenne. En janvier 1420, un envoyé japonais en visite à Séoul demande à avoir une copie du Tripitaka Koreana, un manuscrit bouddhiste complet tenu en grande estime comme trésor national coréen. Le roi Sejong accède à la demande en signe d'amitié entre les deux pays. Pendant le 1er mois bissextile de 1420, Sō Sadamori demande que l'île devienne officiellement un État de Corée sous le nom  « Daemado », promettant aussi de devenir personnellement un sujet et de gérer la question des pirates Wakō comme acte indépendant de l'État. Le roi Sejong accède également à cette demande et autorise aussi Sō Sadamori à faire rapport à la province de Gyeongsang plutôt qu'à Séoul.

## Remarque
- Les dates données ici sont celles du calendrier luni-solaire traditionnel.

## Source de la traduction
- (en) Cet article est partiellement ou en totalité issu de l’article de Wikipédia en anglais intitulé « Ōei Invasion » (voir la liste des auteurs).